# NGC 6771
NGC 6771 (другие обозначения — PGC 63049, ESO 141-50, AM 1923-603) — галактика в созвездии Павлин.
Этот объект входит в число перечисленных в оригинальной редакции «Нового общего каталога».